# Мирон Людомир Новина Зарицький
Мирон Людомир Новина Зарицький (27 липня 1901, Устя, нині Миколаївський район — 2 лютого 1989, Нью-Йорк) — український медик, доктор медицини, громадський діяч, під час Визвольних змагань 1917—1921 — вояк Української Галицької армії.

## Життєпис
Народився 27 липня 1901 р. в Устю над Дністром (повіт Жидачів) у сім'ї Олени і Людомира Констянтина Зарицьких. Походив з давньої священичої родини, його прадіди і прапрадіди були священиками. Коли він народився, батько був парохом і деканом в Устю.
На шостому році життя батьки видправили його до Стрия, де він почав ходити до народної школи від 1907 року. По закінченні народної школи в 1911 р. здав вступний іспит до гімназії, де вчився до 1918 р.; іспит зрілості здобув як екстерніст 17 листопада 1920 р. по дволітній перерві, будучи в рядах УГА.
Під час другого походу УГА на Україну потрапив до польського полону — був поранений у ногу та ув'язнений у фортеці Брест Литовськ, одного з найгірших таборів полонених, потрапив до шпиталю і це пришвидшило його звільнення з табору. Один рік перебув удома, щоб поправити своє здоров'я, а потім записався на Український Таємний Університет у Львові, а в 1922 р. виїхав з товаришами до Ґрацу в Австрії, де записався на медичний факультет Університету Карла Франца. По закінченні, 17 березня 1928 р. отримав ступінь доктора медицини. У Ґраці під час студій брав активну участь у житті студентських спільнот. Став членом Академічного Товариства «Січ» у Ґраці, займаючи різні посади в управлінні товариства, включно з головуванням. Був головою «Медичної громади» в Ґраці, довголітнім касиром «Студентської Самопомочі» в Ґраці та членом «Націоналістичного Гуртка».
Восени 1929 р. був допущений до нострифікації свого диплому в Познанському університеті. По іспитах, одержавши право на виконування лікарської практики в Польщі, працював ще три роки по шпиталях у Познані, щоби краще приготуватися та набрати практики, а восени 1933 р. переїхав до Луцька на Волині, де відчинив свою приватну лікарську приймальню.
За часів навчання в Познані був членом «Студентської громади» та Корпорації «Чорноморе». У Познані познайомився з Ярославою Макухівною, студенткою фармації, і 1 вересня 1930 р. з нею одружився.
У Луцьку проживав до початку Другої світової війни. Якийсь час перебував у Карлсбаді, а потім переїхав до Зґєжа коло Лодзі, де працював у шпиталі, а опісля в Касі Хворих у Лодзі у відділенні рентгенології. В 1944 р. був висланий на копання окопів, а коли східний фронт заломався і більшовицька армія наближалася до границь Німеччини, йому вдалося дістатися до Австрії. По капітуляції Німеччини перебував у таборі в Зальцбурґу, де був спершу лагерним лікарем, а опісля працював у шпиталі. У жовтні 1949 р. переїхав з родиною до США.
Від початку працював по шпиталях, а по приписаних іспитах одержав право на виконання лікарської практики в штатах Нью-Йорк і Огайо. У лютому 1953 р. відкрив власну лікарську приймальню в Брукліні, Нью-Йорк.
За час життя в Америці став членом Українського Лікарського Товариства Північної Америки від самого заснування його в 1952 р. Кілька разів був членом Управи та головою Метрополітального Відділу Нью-Йорка. В 1959—1961 рр. був головою Головної Управи Українського Лікарського Товариства, а в 1963—1965 роках — його очолював. Був членом Комітету побудови пам'ятника Тарасові Шевченкові у Вашингтоні, членом Наукового Товариства ім. Шевченка та з нагоди 100-річчя товариства нагороджений почесною грамотою, членом Українського Історичного Товариства, Українського Генеалогічного і Геральдичного Товариства в Америці, членом Об'єднання Вояків Українців Америки, Українського Інституту Америки.

## Нагороди
За участь у визвольних змаганнях відзначений хрестом УГА, Хрестом Симона Петлюри, Воєнним Хрестом, пропам'ятним хрестом 50-ліття Українських Збройних Сил.